# 1789 az irodalomban
Az 1789. év az irodalomban.

## Események

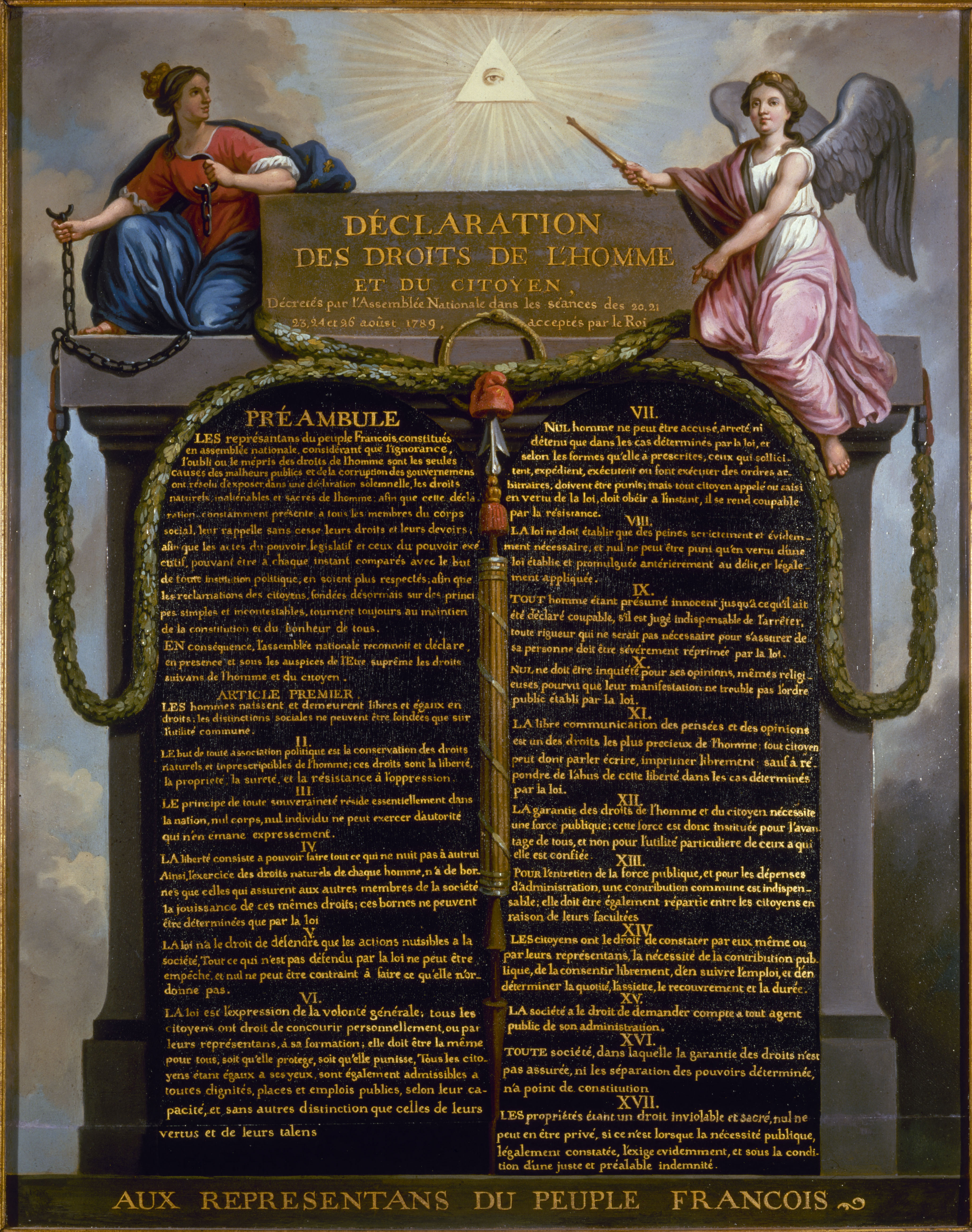
Az Emberi és polgári jogok nyilatkozata, illusztrációval

- augusztus 26. – A francia Alkotmányozó Nemzetgyűlés a francia forradalom egyik alapvető dokumentumaként elfogadja az Emberi és polgári jogok nyilatkozatát:

I. „Minden ember szabadnak és jogokban egyenlőnek születik és marad; a társadalmi különbségek csakis a közösség szempontjából való hasznosságon alapulnak.”

## Megjelent új művek

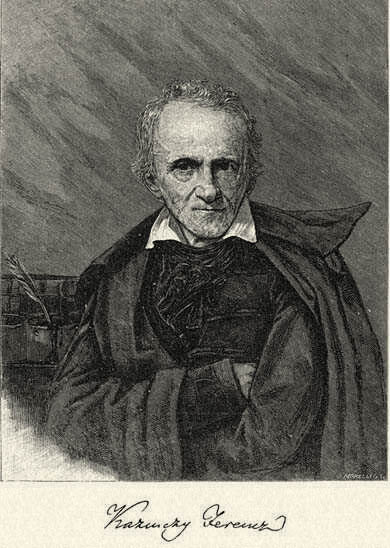
Kazinczy Ferenc

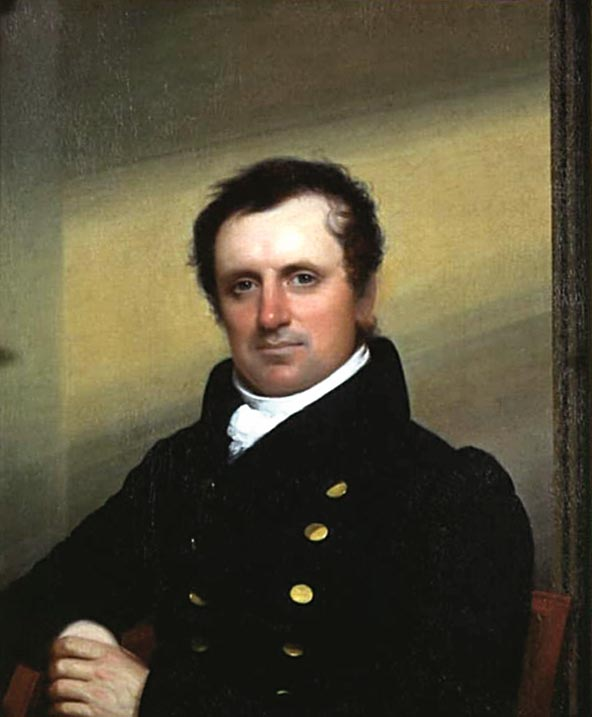
James Fenimore Cooper

- William Blake angol költő verseskötete: Az ártatlanság dalai (Songs of Innocence). Lényegében ennek kiegészítője, második része a következő kötet: A tapasztalás dalai (Songs of Experience, 1794).

### Magyar irodalom
- Kazinczy Ferenc: Bácsmegyey öszve-szedett levelei (Kassa), egy Werther-szerű német regény magyarítása, magyar környezetbe átültetése.
- Szilágyi Sámuel: Voltér úrnak Henriása Magyar versekben frantzia nyelvből fordíttatott (Pozsony). Voltaire Henriade című eposzát Péczeli József is lefordította, munkája 1786-ban jelent meg.)
- Rájnis Józseftől Vergilius eklógáinak fordítása: Magyar Virgilius. Első darab. Máro Virgilius Publiusnak eklogái. Az az: válogatott pásztori versei (Pozsony).

## Születések
- május 28. – Bernhard Severin Ingemann dán író, költő († 1862)
- június 25. – Silvio Pellico olasz költő († 1854)
- szeptember 15. – James Fenimore Cooper, a 19. század első évtizedeinek egyik legnépszerűbb amerikai írója, kalandos tengeri és indián történetek szerzője († 1851)
- október 14. – Agustín Durán író, spanyol kritikus, irodalomtörténész († 1862)

## Halálozások
- január 21. – Holbach báró francia-német materialista filozófus, természettudós és enciklopédista (* 1723)
- július 28. – Orczy Lőrinc magyar főispán, tábornok, költő (* 1718)